# 喉紋烏溪鱂
喉紋烏溪鱂，為輻鰭魚綱鯉齒目鰕鱂亞目溪鱂科的其中一種，為熱帶淡水魚，分布於南美洲巴西巴拉那河上游流域，體長可達3公分，棲息在水質清澈、水淺的水域，生活習性不明。

## 擴展閱讀
維基物種上的相關：喉紋烏溪鱂